# Szydłów (powiat piotrkowski)
Szydłów – wieś w Polsce położona w województwie łódzkim, w powiecie piotrkowskim, w gminie Grabica.
Do 1954 roku istniała gmina Szydłów. W latach 1975–1998 miejscowość należała administracyjnie do województwa piotrkowskiego.
Przez miejscowość przebiega droga wojewódzka nr 473 (dawniej droga krajowa nr 12).
Według rejestru zabytków Narodowego Instytutu Dziedzictwa na listę zabytków wpisany jest obiekt park dworski z 1 poł. XIX w., nr rej.: 321 z 31.08.1983